# ۲۷۲ (میلادی)

## رویدادها
- سوریه:

بر اثر دو فقره جنگی که برای تسخیر دوباره آناتولی به فرمان اورلیان روی داد. ملکه زنوبیا شکست خورد و نیروهای روم شهر پالمیر (حرا) را تسخیر و زنوبیا را دستگیر و زندانی کردند. 
- شهر تارنئوم که سرآمد شهرهای یونانی جنوب روم (ایتالیای بعدی) به حساب می‌آمد سقوط کرد و این موضوع بلافاصله پس از شکست سامنیت‌ها حادث شد. این سقوط در پی عقب نشینی نیروهای کمکی اعزامی پیروس پادشاه اپیروس واقع شد. رومی‌ها شهر را غارت کردند.

## درگذشت‌ها
- پیروس پادشاه اپیروس درگذشت. وی یکی از درخشان‌ترین استراتژیستهای جنگی و قدرتمندترین شاهزاده نشین‌های کوهستان بود که در زمان حیاتش بخش‌های منطقه را یکی پس از دیگری تحت اقتدار و کنترل مقدونیه درآورد.